# سلحب
سلحب (به عربی: سلحب) یک منطقهٔ مسکونی در سوریه است که در شهرستان سقیلبیه واقع شده‌است.

## خصوصیات
سلحب ۱۵٬۴۵۴ نفر جمعیت دارد.